# 11254 Konkohekisui
11254 Konkohekisui è un asteroide della fascia principale. Scoperto nel 1977, presenta un'orbita caratterizzata da un semiasse maggiore pari a 2,4574401 UA e da un'eccentricità di 0,1835072, inclinata di 5,59910° rispetto all'eclittica.